# Trolltunga (Antarktika)
Die Trolltunga (norwegisch für Trollzunge; russisch Шельфовый Ледник Беллинсгаузена Schelfowy Lednik Bellinsgausena, deutsch ‚Bellingshausen-Gletscherzunge‘) ist eine Eiszunge am östlichen Ende der Prinzessin-Martha-Küste des ostantarktischen Königin-Maud-Lands. Sie ist die seewärtige Verlängerung des Jutulstraumen nördlich des Fimbul-Schelfeises. 
Wissenschaftler des Norwegischen Polarinstituts benannten sie 1962.